# أندي غراي (لاعب كريكت)
أندي غراي (19 مايو 1974 - ) (بالإنجليزية: Andy Gray)‏ هو لاعب كريكت بريطاني.

## وصلات خارجية
- أندي غراي على موقع إي آس بي آن كريك إنفو (الإنجليزية)